# Gynacantha stylata
Gynacantha stylata là loài chuồn chuồn trong họ Aeshnidae. Loài này được Martin mô tả khoa học đầu tiên năm 1896.